# 塔季扬娜·许夫纳
塔季扬娜·许夫纳（德語：Tatjana Hüfner，1983年4月30日—），德国女子雪橇运动员。她曾代表德国参加2006年、2010年、2014年和2018年冬季奥林匹克运动会雪橇比赛，获得一枚金牌、一枚银牌和一枚铜牌。